# Herb Zerrenthina
Herb Zerrenthin – herb gminy Zerrenthin stanowi dwudzielną w słup hiszpańską tarczę herbową, na której w pierwszym srebrnym polu spiczasta wieża kościelna z otwartą bramą, na szczycie wieży złota głowica z czarnym krzyżem, w drugim niebieskim polu dwa zwrócone ku sobie kłosy nad złotym trójwzgórzem, na którym koło od wozu z ośmioma szprychami.
Herb został zaprojektowany przez mieszkańca gminy Marcela Guderjan i zatwierdzony 26 października 2015 przez Ministerstwo Spraw Wewnętrznych (Bundesministerium des Innern, für Bau und Heimat).

## Objaśnienie herbu
Głównymi elementami herbu jest spiczasty hełm wieży kościelnej jako postrzegalny symbol miejscowości jak również kłosy zboża z kołem od wozu, które symbolizują bogatych rolników, którzy osiedlili się tutaj w XVII w.